# Krutxa (Melitòpol)
Krutxa (en rus i ucraïnès: Круча) és un barri històric de Melitòpol, que inclou el sector privat a la part nord-est de la ciutat.

## Situació geogràfica
Krutxa està situat al costat esquerre del riu Molotxna, s'estén al llarg de l'escarpat vessant de la vall del riu. Al cim de Krutxa hi ha un parc forestal, mentre que a sota del barri hi ha un canal que se'n va cap al riu Molotxna. Cap a la part sud-oest de Krutxa està un barri veí anomenat Kràsnaia Gorka (Mont Roig). A l'altre costat del riu es troba el poble Voznesenka.
El barri està compost per 5 carrers. En ordre de dalt a baix són els següents carrers: Krasnogòrskaia (De la muntanya vermella), Podgòrnaia (Del baix de la muntanya), Púxkina (De Puixkin), 23 Oktiabrià (Del 23 d'octubre) i Komsomòlskaia (De Komsomol). El carrer del Púixkin és el carrer central i, per tant, té el millor paviment i, per tant, té el trànsit més gran.

## Història
El poble Krutxa ja està present en la literatura pre-revolucionària, mentre que el seu territori estava marcat com a habitat als mapes dels mitjans del segle xix.
El 1914 el Departament de Construcció del Govern provincial de Gubèrnia de Tàurida va aprovar el projecte d'una casa de pregària al poble de Krutxa, anomenat així en honor del metropolità moscovita Alèksi. Una ajuda útil per al projecte va ser de 88,5 metres quadrats. La casa de pregària era prevista per 352 persones.
El carrer Podgòrnaia està classificat com un dels carrers de Melitòpol ja l'any 1939. Tot i així, al mapa bèl·lic alemany de l'any 1943 Krutxa encara està marcada com a poble de 120 patis, i que per tant no forma part de la ciutat. Al mapa estan marcats només dos dels cinc carrers actuals de Krutxa: el carrer de Púixkin ja té la seva llargada actual, però el carrer Podgòrnaia en canvi té només unes quantes cases al principi del carrer. El carrer del Komsomol fou construït en 1953, mentre que el carrer Krasnogòrskaia i el carrer del 23 d'Octubre foren construïts en 1957.